# وقت عبور الشمس
وقت عبور الشمس هو اللحظة اليومية التي تبلغ فيها الشمس ذروة خط الزوال لتصل إلى أعلى موضع في السماء. يتم استخدام هذا الوقت الشمسي كظهير محلي (وقت الظهيرة) وبالتالي سوف يختلف مع خط الطول. على سبيل المثال في 29 ابريل موعد عبور الشمس في بوسطن ماساتشوستس هو 12:42 مساء في حين بالنسبة إلى نيويورك الساعة 12:53 مساء وهذا يرجع إلى المسافة الطولية بين المدينتين.